# Wellington (Insel)
Wellington (spanisch Isla Wellington) ist eine sehr große Insel im Süden Chiles in der Región de Magallanes y de la Antártica Chilena.

## Geografie
Vom Festland wird die lange Insel vom Messier-Kanal getrennt. Der Kanal ist benannt nach dem französischen Astronomen Charles Messier. Die Insel liegt bereits im Bereich der antarktischen Eisdrift südlich des Baker-Kanals. Sie ist von zahlreichen Fjorden durchzogen, recht felsig und besitzt kleinere Waldanteile.
- Fläche: 5556 km²
- höchste Erhebung 1463 m
- bekanntester Berg ist der Monte Nuestra Señora mit 1046 m im Süden der Insel

Wichtigster Ort auf der Insel ist Puerto Edén mit rund 250 Einwohnern, ansonsten ist die Insel praktisch unbewohnt. Der Ort liegt 373 km nördlich von Puerto Natales. Auf der Insel leben noch eine Reihe von Ureinwohnern vom Volk der Kawéskar.
Das Klima ist aufgrund der südlichen Lage bereits subpolar und sehr regenreich.

## Geschichte
1675 erreichte Kapitän Jose de Torres die Insel. Am 13. Januar 1676 segelte Don Antonio de Vea bis etwa zum 50. südlichen Breitengrad und damit praktisch an die Südspitze der Insel Wellington. Zwischen 1714 und 1717 erforschte der Franzose Joapchim d'Arquistade die Inselwelt nordwestlich von Feuerland. Ende 1899 untersuchte Vizeadmiral Francisco Nef Jara die Hydrographie um den Messier-Kanal.
Puerto Eden wurde am 26. Mai 1960 von einem Erdbeben der Stärke 7,0 getroffen.

## Tourismus
Ein Großteil der Insel gehört zum Nationalpark Bernardo O’Higgins. Die wenigen Touristen, die die Insel besuchen, machen meist Wanderungen, Kajak- oder Trekking-Touren. Neben dem Tourismus leben die Einwohner hauptsächlich vom Fischfang.